# 세인트 세이야: 더 비기닝
《세인트 세이야: 더 비기닝》(영어: Knights of the Zodiac)는 2023년에 개봉한 일본, 헝가리, 미국의 액션, 판타지, 어드벤처 영화이다. 토마스 바긴스키가 감독을 맡았다. 일본에서는 2023년 4월 28일에, 미국에서는 2023년 5월 12일에, 대한민국은 2023년 5월 31일에 개봉하였다.

## 줄거리
어린 시절 누나 '패트리샤'가 납치된 후 홀로 자란 '세이야' 슬럼가 지하 격투장에서 벌어지는 결투로 근근이 살아가던 중, 위기의 상황에서 자신도 알지 못했던 미스터리한 힘이 발현되면서 '아테나'를 찾고 있던 '구라드'의 무장 조직에게 쫓기게 된다. 수수께끼의 남자 '알먼 키도'에 의해 가까스로 목숨을 구한 '세이야'는 그를 따라 도착한 은신처에서 '아테나'의 환생인 '시에나'와 마주한다. 오래전, 다른 신들에 맞서 인간을 지키던 전쟁과 지혜의 신 ‘아테나’‘알먼 키도’는 ‘시에나’에게 잠재된 ‘아테나’의 힘이 곧 깨어날 것이며,‘세이야’는 ‘아테나’를 수호하고 세상을 지킬 성투사의 운명을 가졌다는 사실을 알려주는데…

## 출연진

### 주연
- 아라타 마켄유 - 세이야 역
- 팜케 얀센 - 구라드 역
- 매디슨 아이즈먼 - 시에나 역

### 조연
- 디에고 티노코 - 니로 역
- 마크 다카스코스 - 마이록 역
- 닉 스탈 - 카시오스 역
- 숀 빈 - 알먼 키도 역